# Els ciclistes voladors
Els ciclistes voladors (originalment en anglès, BMX Bandits) és una pel·lícula de comèdia criminal australiana de 1983 dirigida per Brian Trenchard-Smith i protagonitzada per Nicole Kidman. S'ha doblat al català.

## Repartiment
- Nicole Kidman com a Judy
- Angelo D'Angelo com a P.J.
- James Lugton com a Goose
- David Argue com a Whitey
- John Ley com a Moustache
- Bryan Marshall com el cap
- Brian Sloman com el repel·lent
- Peter Browne com a agent de policia
- Bill Brady com a sergent de policia
- Linda Newton com a policia